# 진원함
진원(鎭遠, Chen Yuen)은 청나라 해군이 독일 제국의 불칸 슈테틴 조선소에 발주한 철갑함 정원급 철갑함 중 하나이다. 건조될 당시에는 ‘동양 제일의 전함’으로 불리기도 했다. 청일 전쟁을 통해 일본 제국 해군에 나포되었고, 청일 전쟁이 끝난 후 전리함으로 일본 해군에 편입되었다.

## 개요
진원은 7,670톤의 배수량을 가지고 있으며, 15.4 노트(28.5 km/h)의 속도를 가졌다. 10 노트로 4,500 해리(8,300 km)를 운항할 수 있다. 무장으로는 4문의 12인치 25 구경 케럽 포미장전식 포가 2개의 바베트에 한 면씩 있고, 부무장으로 후물과 고물에 배치된 5.9 인치 (150mm) 35구경 크루프 후미장전포가 있다. 이것에 6문의 37mm 기관총과 3기의 수위 상부 어뢰관이 있었다. 전체 정원은 363명의 장교에 수병들이었다.

## 무장
일본 해군에 편입될 때 복구 공사를 통해, 함정의 중앙 약간 뒷쪽의 양현에 15cm 단장포를 1기씩 증설했다. 주포는 20구경 30.5cm 연장포 2기로, 후드를 두른 노출 포탑이었고, 독일의 크루프 후장포(포미를 열어 화약과 포탄을 장전하는 방식)였는데, 이 방식은 당시의 영국 전함이 전장식의 대포를 갖추고 있었던 것에 비하면 다루기가 훨씬 쉬웠다. 진원의 포탑에는 장갑이 둘려 있다고 착각되는 경우가 많지만 위에서 설명한 바와 같이 노출 포탑에 방어력은 없고 동일한 후드를 두른 것에 지나지 않았다고 한다. 진원을 실제로 운용했을 때, 이 포탑에 두른 후드 내부에 가득찬 포연으로 포탄 장전과 조준에 지장을 받을 정도였다. 그래서 황해해전 때에는 후드를 벗겨내고 전투에 임했다고 알려져 있다.

## 함정이력
- 1881년 - 독일 슈테틴(Stettin)（현재・폴란드슈체친)의 AG Vulcan 조선소에서 기공
- 1882년 11월28일 - 진수
- 1885년 - 준공
- 1886년 8월 - 청나라 북양함대의 기함 정원(定遠)과 함께、보수의 명목으로 나가사키에 입항. 이때、상륙한 수병들에 의해 소동이 발생(나가사키사건)
- 1894년 9월17일 - 황해 해전 (1894년) 중、일본의 기함 마쓰시마에 직격탄을 명중시킴.
- 1894년 12월24일 - 웨이하이웨이 앞바다에 좌초
- 1895년 2월17일 - 웨이하이웨이에서 일본에 의해 나포

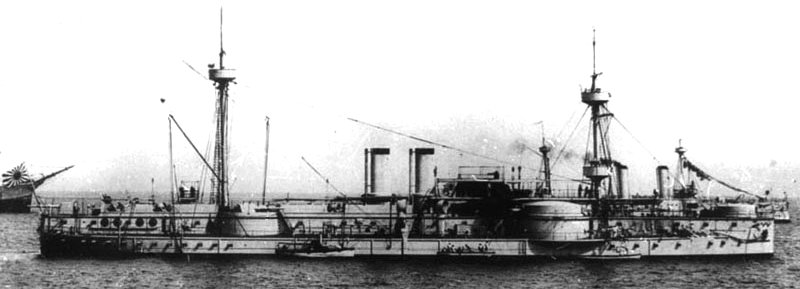
일본전함시절의 진원

- 1898년 3월21일 - 일본해군에서 2등전함으로 분류 편입
- 1904년 - 러일전쟁에 참가하여 황해해전、여순(旅順) 공략전、쓰시마 해전에 참전
- 1905년 12월11일 - 1등해방함으로 분류 변경
- 1908년 5월1일 - 운용술 실습함으로 지정
- 1911년 4월1일 - 퇴역
- 1911년 11월24일 - 장갑순양함「쿠라마의 실제 표적함으로 파괴.
- 1912년 4월6일 - 매각, 요코하마에서 해체

## 역대 함장
청나라 해군
- 림태증(林泰曾) 총병：1886년 ~ 1894년

일본 해군
- 마츠나가 유우쥬(松永雄樹) 대좌：1896년 8월13일 ~ 1897년 12월27일
- 하시모토 마사아키(橋元正明) 대좌：1899년 3월22일 ~ 6월17일
- 나시하 토키오키(梨羽時起) 대좌：1900년 5월20일 ~ 12월6일

## 같이 보기
- 정원급 철갑함